# Dolina (Dąbrowa Szlachecka)
Dolina – część wsi Dąbrowa Szlachecka w Polsce, położona w województwie małopolskim, w powiecie krakowskim, w gminie Czernichów.
W latach 1975–1998 Dolina administracyjnie należała do województwa krakowskiego.